# Fishnish

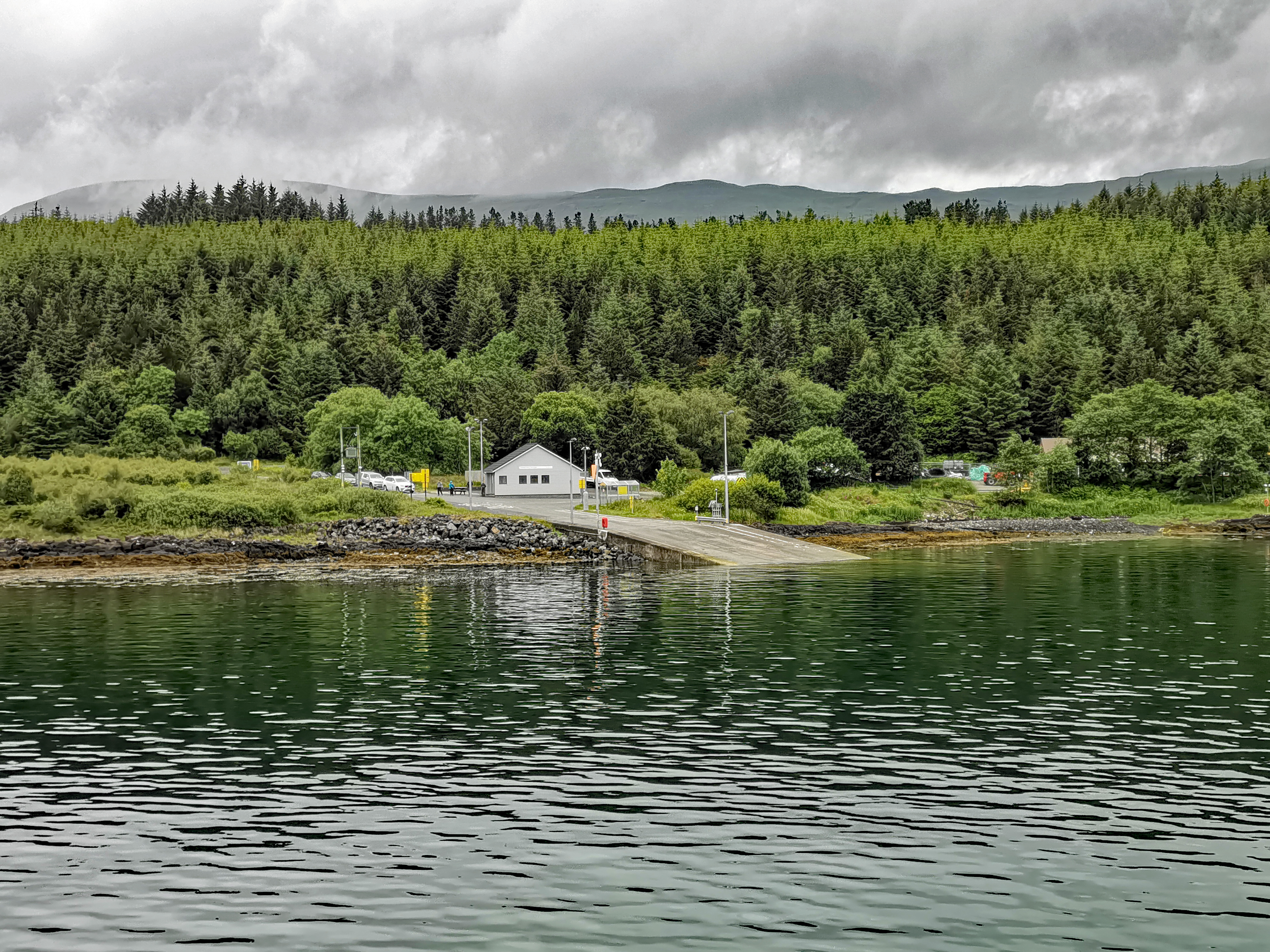
Fährenterminal Fishnish

Fishnish (schottisch-gälische Sprache: Finnsinis) ist ein Fährterminal auf der Isle of Mull, etwa auf halber Strecke zwischen Tobermory und Craignure. Es ist im Besitz der Reederei Caledonian MacBrayne und wird auch von dieser betrieben. 
Die Anlage besteht aus einer Slipway, die in die Bucht von Sound of Mull ragt, mit einem Wartebereich für Fahrzeuge, einem Parkplatz neben der Slipanlage und einem kleinen Café mit öffentlichen Toiletten und einer elektronischen Anzeige, die die Fährzeiten anzeigt. Vom Fährhafen aus fahren Linienbusse über die Insel. Die Straßen auf Mull sind meist einspurig, lediglich die A849 zwischen Salen und Craignure, die A848 kurz vor Tobermory sowie die A884, die als kurze Stichstraße Fishnish an die A849 anbindet, sind zweispurig ausgebaut.
Fishnish ist per Fähre von Lochaline aus zu erreichen, die Fahrzeit beträgt rund 18 Minuten. Von anderen Fährterminals auf Mull verkehren auch Fähren nach Kilchoan auf der Halbinsel Ardnamurchan, nach Oban und Iona.  
Koordinaten: 56° 30′ 53″ N, 5° 48′ 38″ W